# Taubatornis campbelli
Taubatornis campbelli — викопний вид яструбоподібних птахів родини Teratornithidae, що існував в Південній Америці на межі олігоцену та міоцену (28 млн років тому). Викопні рештки птаха знайдено у формації Тремембе у штаті Сан-Паулу на півдні Бразилії.. Наявність таких ранніх решток на континенті підтверджує теорію про південноамериканське походження родини Teratornithidae.